# Federico Revuelto
Federico Revuelto (22 de diciembre 1882,  Cuyotenango, Suchitepéquez (departamento), Guatemala fue un futbolista guatemalteco que destacó desde temprana edad como un jugador hábil, eficaz y con disciplina; de tal manera que con dichas características logró jugar profesionalmente en el Madrid Foot-Ball Club de España.
Uno de sus grandes logros fue haber llevado a su equipo en 1908 a la victoria en la final del Campeonato de España-Copa del Rey con la anotación de un gol. Revuelto participó en los cuatro títulos que el club madrileño ganó entre 1905 y 1908. Fue tal su relevancia para el club que en 1912 —al retirarse de su carrera de futbolista—, formó parte de la junta directiva del equipo llevándolo a ser presidente de manera interina años después entre el mandato de Adolfo Meléndez y Pedro Parages.

## Trayectoria

### Real Madrid C. F.
El futbolista nació en la Ciudad de Guatemala en 1884 pero por razones desconocidas viajó a Madrid, España y se estableció allí. Debido a los pocos datos que se tienen de la época no se puede mencionar mucho de su trayectoria como jugador. Lo que se sabe es que formó parte de la primera plantilla merengue como delantero izquierdo en 1902, año de fundación del Madrid Foot-ball Club, llamado así en ese momento, y convertirse así en el primer centroamericano en jugar en el equipo. Contaba con una gran habilidad para el regate.
Participó en la final de la Campeonato de España-Copa del Rey de 1903 cuando su equipo fue derrotado 3-2 ante el Athletic Club de Bilbao. Fue titular de las siguientes cuatro copas entre 1905 y 1908 en las que el conjunto madrileño logró coronarse como campeón. La edición de 1908 fue su último Campeonato de España de Copa y anotó el segundo gol de su equipo que a la postre fue el de la victoria, tras finalizar el encuentro frente al Vigo Football Club por 2-1.
Pese a que su carrera futbolística terminó en 1912, momento en el que pasó a formar parte de la directiva del club, sus últimas participaciones se sitúan en los primeros meses de 1909.

### Presidencia interina
En el año 1916 Revuelto asumió la presidencia interina del club tras la renuncia al cargo del entonces presidente Adolfo Meléndez tras la final de la Copa del Rey perdida por un resultado de 0-4 ante el Athletic de Bilbao. Catorce días después presentó su dimisión, momento en el que Federico Revuelto, debido a su protagonismo dentro del club, fue nombrado como presidente interino. Durante su corto periodo como presidente del Real Madrid se puede decir que fue el iniciador para que la Real Academia Española aceptara el término fútbol sin tilde en la u. Cosa que no se logró durante su periodo como presidente. Se terminó de consolidar hasta el año de 1922.
En la actualidad es considerado como uno de los mejores jugadores de Centroamérica. Se le puede apreciar en el Estadio Santiago Bernabéu durante el tour Bernabeu, en el área de los jugadores y presidentes que han pasado por el club.